# プレフェランス
プレフェランス（ロシア語: преферанс）は、ロシアとその周辺地域で行われている、32枚のトランプを使った3人で競技するトリックテイキングゲームである。ビッドのあるプレイントリックゲームに属する。
プレフェランスの発祥地はおそらくオーストリアである。ロシアでは1830年前後から人気が出て、ロシアの国民的ゲームになった。現在では国民的ゲームの地位をドゥラークに譲ってはいるものの、依然としてロシアでもっとも人気のあるゲームのひとつである。
東ヨーロッパでは、よく似たゲームがリトアニアからギリシャに到るまで競技されている。ギリシャでは、ロシアのプレフェランスの早期の版に近いルールのプレファ（ギリシア語: Πρέφα）という名前のゲームが競技されている。バルカンのプレフェランスはもともとのオーストリアのプレフェランスに近い。一方、ロシアのプレフェランスやギリシャのプレファはコントラクトの種類が多いことに特徴があり、切り札とトリック数の組み合わせにほとんど制限がない。また、別の特徴としてディフェンダーの各競技者が比較的独立していることがあげられる。

## 歴史
プレフェランスはスペイン発祥のオンブルの系統のゲームで、直接にはホイストにビッドの要素を加えたボストン（英語版）というゲームに由来するところが多い。19世紀はじめにオーストリアのウィーンで流行がはじまり、ロシアにはその後に伝わったようである。
ロシアでは19世紀なかばに流行のピークに達し、現在でも競技されている。
ゲームの名前は上記のボストンのビッドにおいて切り札のスートを選ぶことを意味する用語に由来する。フランス語（préférence、好み）の借用だが、ゲームそのものはフランスとは関係がない。

## 基本的ルール
プレフェランスは、3人の競技者によって実際に競技される。4人で競技することもあるが、その場合はディーラーは実際のプレイに参加しない。
通常のフランスタイプのトランプのうち、数札の2から6までを抜いた32枚（いわゆるピケ・デック）を使用する。カードのランクは通常と同様で、A > K > Q > J > 10 > 9 > 8 > 7 の順になる。トランプ以外にスコアを記録するための紙を用意する。
ディーラーはプレイごとに時計回りに交代する。ディーラーは各競技者には10枚の手札を2枚ずつまとめて配る。残りの2枚は山札として裏返しに置かれ、のちにデクレアラーが手札を改良するのに使用される。一般的なカードの配りかたは、2枚-山札-2枚-2枚-2枚-2枚……のようになる。
プレイにはいる前に、デクレアラーを決定するためにビッドが行われる。デクレアラーは、切り札のスートを選択し、自分が何トリックを取るかのコントラクトを宣言する。デクレアラーの目的は、コントラクトとして宣言した数のトリックを獲得することにあり、残り2人のディフェンダーの主な目的はその達成を妨げることにある。
デクレアラーとコントラクトが決まったら、第一トリックはディーラーの左隣がリードする。プレフェランスでは、マストフォロールールが他のトリックテイキングゲームと異なっていることに注意。リード以外の競技者は、リードと同じスートのカードを持っていればそれを出す。リードと同じスートのカードがなく、切り札を持っていれば切り札を出さなければならない。切り札もなければ何を出してもよい。トリックは最強の切り札を出した競技者が勝つ。切り札が出なければリードと同じスートの最強のカードを出した競技者が勝つ。勝った競技者が次のトリックをリードする。
ビッドおよびプレイは時計回りに進行する。

## 3種類のスコア
プレフェランスのスコアの計算には、3種類の異なる種類の得点欄を使用する。
1. 基本的単位であるヴィストポイント（висты）は、ある競技者から別の競技者に対する支払いを記録する。
2. プールポイント（пуля）は、デクレアラーとしてコントラクトを達成したとき（または全員がパスしたときに勝利したとき）のみ使用される。
3. ペナルティ（гора、文字通りには「山」）は、デクレアラーまたはディフェンダーが必要な数のトリックを取れなかったときのペナルティを記録するのに使われる。

プールポイントとペナルティの1点はヴィストポイントの10点に相当する。

## ビッドとコントラクト
| ビッド   | ビッド   | ビッド   | ビッド   | ビッド   | トリック数 | ヴィスト数 | 点数 |
| -------- | -------- | -------- | -------- | -------- | ---------- | ---------- | ---- |
| 6♠       | 6♣       | 6♦       | 6♥       | 6NT      | ≧6         | ≧4         | 2    |
| 7♠       | 7♣       | 7♦       | 7♥       | 7NT      | ≧7         | ≧2         | 4    |
| 8♠       | 8♣       | 8♦       | 8♥       | 8NT      | ≧8         | ≧1         | 6    |
| ミゼール | ミゼール | ミゼール | ミゼール | ミゼール | 0          | –          | 10   |
| 9♠       | 9♣       | 9♦       | 9♥       | 9NT      | ≧9         | ≧1         | 8    |
| 10♠      | 10♣      | 10♦      | 10♥      | 10NT     | 10         | ≧1         | 10   |

ディーラーの左隣から時計回りに順にビッドを行う。ビッドの目的は、コントラクトを宣言して切り札のスートを決定し、デクレアラーになる権利を得ることにある。ビッドでは、自分が獲得する最小のトリック数を6から10の間で宣言し、あわせて切り札のスートを指定する。ビッドはトリック数が大きいほど高く、トリック数が同じならスートによって高低が決まる：スペード < クラブ < ダイヤ < ハート < 切り札なし（без козыря、この記事では英語式にNTと略す）。特別なビッドであるミゼール(мизер、1トリックも取らない宣言)は、8NTと9♠の間の位置に置かれる。
ビッドはひとりを除いて全員がパスするまで数周する。各周の最初にビッドする競技者は、それまでに出た最高のビッドと同じかそれより高いビッドをすることができる。その他の競技者はそれまでに出たビッドより高いビッドをしなければならない。いったんパスした競技者は、あとからビッドすることはできない。ミゼールをビッドする場合は、その競技者はそれ以前にもそれ以降にも別のビッドをすることはできない。誰もビッドしない場合は、特殊なラスパソフカ（ロシア語: распасовка）というゲームが行われる。ミゼールおよびラスパソフカは、トリックを獲得しないことを目的とする点で特殊である。この2つについては後述する。
最後にビッドを行った競技者がデクレアラーになる。デクレアラーは山札の2枚を表にして他の2人のディフェンダーに見せ、それからその2枚を手札に加え、かわりに不要な2枚を裏向けにして捨てる。それからデクレアラーは、ミゼールを宣言した場合を除き、ビッド時に出た最高の宣言と同じか、それ以上のコントラクトを宣言する（コントラクトブリッジとは異なり、デクレアラーの最後のビッドがそのままコントラクトになるとは限らないことに注意）。
プレイにおいて、デクレアラーは少なくともコントラクトで宣言した数のトリックを勝たなければならない。成功したら、デクレアラーはコントラクトによって決められた点数をプールポイントとして取得する。失敗したら、レミズ（ремиз）といって、アンダートリック数（コントラクトのトリック数から実際に取ったトリック数を引いたもの）にコントラクトの点数をかけたものをペナルティとして課される上、各ディフェンダーに対してヴィストポイントとして同じ点を支払う。
宣言より多くのトリックを取っても、ボーナス点は発生しない。
デクレアラーは、山札を見たあとにプレイを拒否することもできる。この場合、実際のプレイは行われず、デクレアラーには3トリックのアンダートリックに相当するペナルティが課されるが、ヴィストポイントは発生しない。

### ヴィスト
プレフェランスの風変わりな特徴は、ディフェンダーの側が、デクレアラーが宣言を達成するのを妨害することに加えて、自分自身の第二の目標を持つことにある。さらに、ディフェンダーはプレイから降りたり、手札を公開したりできる。
デクレアラーの左隣から順に、各ディフェンダーは、ヴィスト（вист）するかパスするかを告げる。ディフェンダーが2人ともヴィストしない場合、実際のプレイはせずに自動的にデクレアラーの勝ちとなり、デクレアラーはコントラクトの点数を得て、それ以外の得点やペナルティは発生しない。
デクレアラーのコントラクトを達成を失敗させることに加えて、ヴィストする第二の目的は、デクレアラーとディフェンダーのどちらが必要な数のトリックを獲得するかにかかわらず、ヴィストした競技者は勝ったトリックごとにデクレアラーからコントラクトの点数をヴィストポイントとして受けとることができる点にある。
ヴィストした競技者がひとりだけの場合、その競技者は、もうひとりのディフェンダーが勝ったトリックについてもヴィストポイントを得ることができる。このルールは貪欲なヴィスト（вист жлобский）として知られる。また、デクレアラーがコントラクトの達成に失敗した場合、得られるヴィストポイントは、ヴィストした競技者だけが得る。ただし、パスしたディフェンダーとのあいだで二等分する変種もあり、これは紳士のヴィスト（вист джентльменский）と呼ばれる。ディフェンダー側が必要なトリックを取らなかった場合、ヴィストした競技者には大きなペナルティーが与えられる。必要とされるトリックの数は、デクレアラーの宣言が6ならば4、7なら2、8以上なら1である（表の「ヴィスト数」を参照）。
デクレアラーの宣言が10のとき、ヴィストに必要とされるトリック数を0とすることもある。この場合は、ディフェンダーはヴィストするかどうかを告げる必要はない。この場合については後述する。
ディフェンダーのうちひとりだけがヴィストした場合、その競技者は通常のプレイを行うか、手札を公開するかを選択することができる。後者の場合、2人のディフェンダーの手札は両方ともテーブルの上に表を向けて置かれ、コントラクトブリッジのダミーのように、ヴィストした競技者が両方の手をプレイする。手札を公開するかしないかにかかわらず、得点もペナルティもヴィストした競技者だけが得る。
ディフェンダー側が必要な数のトリックを獲得できなかった場合、ヴィストしたのがひとりだけであれば、その競技者はアンダートリックひとつごとにコントラクトの点数をペナルティとして課される。もし2人がヴィストしていれば、各競技者は必要とされるトリック数の半分に対する自分自身のアンダートリック数のみに責任を持つ。ただし、必要なトリック数が1の場合は二等分できないので、2番目にヴィストした競技者のみがペナルティを課される。
デクレアラーの6か7の台のコントラクトに対して、第一のディフェンダーがパスした場合、第二のディフェンダーは、ヴィストするかパスするかだけでなく、半ヴィスト（полвиста）を選ぶこともできる。この場合、実際のプレイは行われず、あたかもデクレアラーとディフェンダーがそれぞれ必要な数のトリックを獲得したかのように得点が得られる。第二のディフェンダーは半分の得点（コントラクトが6なら2トリック分、7なら1トリック分）を得る。第一のディフェンダーは得点しない。ただし、第二のディフェンダーが半ヴィストを選んだあとに、第一のディフェンダーがヴィストすることもできる。この場合は第二のディフェンダーがパスしたのと同様にプレイが行われ、通常と同様に得点が計算される。

## スコア計算方式の変種
プレフェランスにはいくつかの異なるスコア計算方式が存在する。そのうち主要な3種類について説明する。
今まで述べてきたスコア計算方法は都市名のソチにちなんでソチ方式と呼ばれているものである。ソチ方式をまとめると：
- デクレアラーがコントラクトを達成するとプールポイントに得点する。達成に失敗するとアンダートリック分をペナルティとして課され、かつ同じ点数をディフェンダーに支払う。
- ディフェンダーが1トリック取るごとに、デクレアラーはヴィストしている競技者に対してコントラクトの点数をヴィストポイントとして支払う。
- ディフェンダーが自分に割りあてられたトリックを獲得できなかった場合、コントラクトの点数にアンダートリックの数を掛けた数をペナルティとして課される（ヴィストした者の間で公平に分けられる）。

レニングラード方式はソチ方式に似ているが、ペナルティとヴィストポイントは2倍される。ただし、ディフェンダーが目標のトリック数に達しなかったときのペナルティは2倍されない。また、デクレアラーがコントラクトを達成しなかった場合に受け取るヴィストポイントは、ヴィストした競技者とパスした競技者の間で二等分される（前述の紳士のヴィスト）。プールポイントは2倍せずにそのまま記すが、最終計算のときにはプールポイントはペナルティの倍として計算される（ゲームの終了を参照）。
第3の方式はロストフ方式と呼ばれる。ソチ方式と異なり、ディフェンダー側が必要なトリック数を取れなかった場合のペナルティは2で割る。また、ペナルティ欄は使用されず、そのかわりに自分以外の競技者にヴィストポイント5点ずつを支払う。全体の結果としては同じことになる。
ソチ方式はもっとも単純だが、ディフェンダー側が失敗したときのペナルティが他の方式より大きい。

## ゲームの終了

4人用のスコアシート

ゲームをはじめるに先だって、競技者間で目標スコアを合意しておく（例：20点）。
レニングラード方式では、プレイを繰り返して、プールポイントの平均が目標スコア以上になったらゲームを終了する。一番多くのプールポイントを取った競技者を基準として、ほかの競技者は基準と自分のプールポイントの差の2倍をペナルティポイントに加えることによって、最終計算でプールポイントの差を無視できるようにする。
それ以外のスコア計算方式では、ゲームが終了するにはすべての競技者のプールポイントが目標スコアに達していなければならない。目標スコアより多くの点数を取った競技者は、アメリカの援助（американская помощь）と呼ばれる操作を行う。目標スコアを越える点数は、まだ目標スコアに達していない競技者のうちプールポイントが最も高い者に譲渡される。譲渡された競技者は、その点数の10倍（つまり同額）をヴィストポイントとして支払う。必要ならば同じ操作が別の競技者に対しても行われる。もし、全員が目標スコアに到達してしまい（それによってゲームは終了する）、この操作が行えない場合は、かわりにその分ペナルティを減らし、最終計算でプールポイントを無視できるようにする。

### スコアシートと勘定
スコアを記すスコアシートには、各競技者に割りあてられた三角形の領域が存在する。各競技者の領域は、2本の横線によって3つの部分に分割されている。一番上はペナルティ欄（三角形の一番上にあるので、ロシア語では「山」と呼ばれる）で、そこに記された最後の数がペナルティ（負の点）をあらわす。中央はプール欄で、ここに記された数はプールポイントの記録に使用される。一番下はさらに縦線で分割され、左側は左隣の競技者から受けとったヴィストポイントを、右側は右隣から受けとったヴィストポイントを記す。4人で競技する場合は、向い側の競技者から受けとったヴィストポイントを中央に記す。
スコアシートの数値が変化したときは、もとの値の後ろにピリオドを打って、その後ろに新しい値を記す。古い値は、たとえそれが書きまちがいであったとしても線を引いて消すことはせず、単に正しい値をまちがった値の後ろに記す。
スコアシートの中央の、各競技者の領域がぶつかる場所に、小さな円または菱形を記し、そこにはゲーム終了に必要なプールポイントの目標スコアなどの一般的な合意事項を記しておく。ゲーム終了時には、各競技者のスコアは、自分のヴィストポイント欄の点数の合計から、自分が他人に与えたヴィストポイントを引き、さらにペナルティ欄の数字の10倍を引いたものになる。それから、全員のスコアの合計がゼロになるように適当な数値が足される。この最終スコアは各競技者が受け取ったり払ったりする金銭の額をあらわしている。

## ミゼール
ミゼール(мизер)は、8NTと9♠の間の高さをもつ特別のビッドであるが、コントラクトの点数は10点と大きい。すでに別のビッドをした競技者はミゼールをビッドまたはコントラクトできない。また、ミゼールをビッドした競技者は別のビッドやコントラクトをすることはできない。ミゼールのコントラクトが宣言された場合、ディフェンダーはヴィストするかどうかを言う必要はない。
ミゼールのプレイは切り札なしで行われ、ディフェンダーは最初のトリックの前に手札をテーブルの上に公開する。ディフェンダー同士はカードを出す前に相談して構わない。
デクレアラーが1トリックも取らなかった場合、デクレアラーはプールポイントとして10点を得る。そうでない場合は、デクレアラーは取ったトリック1つにつき10点をペナルティとして課される。それ以外の得点やペナルティは発生しない。
ミゼールの高さが9NTと10♠の中間に位置する変種もある。

## ラスパソフカ
全員がパスした場合は、ロシア語でラスパソフカ（ロシア語: распасовка）またはラスパスィー（ロシア語: распасы）と呼ばれるゲームを行う。このゲームの目的は、切り札なしでなるべく少ないトリックを取ることにある。各競技者は1トリック取るごとに1点をペナルティとして課される。1トリックも取らなかった競技者はプールポイントとして1点を得る。
競技者間で同意すれば適用できるさまざまな一般的な変種が存在する。山札の扱いや、4人で競技する場合のディーラーの扱い、全員パスがたてつづけに起きた場合の点数の釣り上げなど。
競技者が4人で、ディーラーが休む方式を取っているときは、山札はディーラーのものになり、最初の2つのトリックはディーラーの左隣でなく、ディーラー本人がリードする。最初のトリックでは山札の一番上のカードを出し、その次のトリックで残りの1枚を出す。第3トリックはディーラーの左隣がリードする。3人で競技する場合も同様の方式を取ることもできる。
全員パスが2回連続した場合、2回めはペナルティが倍の2点になる。3回以上連続した場合は、ペナルティを3点にしてそれが最大となる方式（1-2-3-3-……）、ペナルティを1点ずつ増やす方式（1-2-3-4-……）、毎回2倍にする方式（1-2-4-8-……）など統一されておらず、競技者間で限界について協議しておく必要がある。全員パスと次の全員パスの間にコントラクト達成失敗のプレイがはさまった場合も、全員パスが連続したとみなす場合もある。さらに、全員パスが連続したらビッドの最低レベルが上がる方式もあり、ますます全員パスモードから抜け出にくくなる。

## 反則
ディーラーは配りまちがえたら2点をペナルティとして課される。配りまちがいには以下のものがある。
- 配るときにカードが表を向いてしまった
- 手札の枚数が10枚ではなかった
- 山札を正しく配らなかった。山札は最初または最後に配ってはならず、かつ連続した2枚のカードを配らなければならない。より厳密なルールでは、手札を配る周と周の間で山札を配らなければならず、かつ第1周の後や最後の周の前に山札を配ってはならない
- ディーラーの右隣にカットさせるのを忘れた

このルールはイカサマを減らすために設けられている。ディールに不正があったことが指摘された場合、おなじディーラーがカードをシャッフルしなおして、右隣にカットさせて、ディールしなおさなければならない。

## その他の変種
- スターリングラード（Сталинград）：コントラクトとして6♠を宣言したとき、ディフェンダーは2人ともヴィストしなければならず、かつ手札は公開できないとする変種。ソチ式スコアで競技するときに一般的に行われている。この方式はスターリングラード攻防戦でソ連軍が退却不能に陥って、ヴォルガ川の河畔に追いつめられたことに由来する。この変種は、最初のビッドに対して他の2人がパスしたが、レミズする可能性があるため、ヴィストする人が自分に対抗するのを難しくするために用いられることがある。競技者が合意した場合、ソチ方式でなくレニングラードやロストフを使っている場合でもスターリングラードルールが適用される場合もある。

4人で競技する場合、ディーラーに関する以下のルールが存在する。このルールは時代遅れとされることもあり、めったに使われない。
- ビッドに勝利した競技者は、山札の内容が気にいらなかった場合、山札を「ディーラーの顔にたたきつける」ことができる。この場合、山札はプレイの終了まで表を向けて置かれる。ディーラーは1点をペナルティとして課される。
- 6-10トリック獲得が目標のプレイでは、以下のカードが山札に含まれていた場合、ディーラーはデクレアラーから以下の数のトリックにコントラクトの点数を掛けた点数をヴィストとして受け取る
  - Aが1枚：1トリック
  - 同じスートのAとK：2トリック
  - Aが2枚：3トリック
  - 結婚（марьяж、同じスートのKとQ）：1トリック
- ミゼールでは、ディーラーは山札に7がはいっていた場合に、1枚あたり10ヴィストポイントを得る。同じスートの7と8が山札にあったら20ヴィストポイントを得る。
- ラスパソフカに関しては上記参照。